# Калифорния (линеен кораб, 1919)
Калифорния (на английски: USS California (BB-44)) е линеен кораб на САЩ от типа „Тенеси“. Това е единственият линкор на САЩ построен на западното крайбрежие на САЩ. В началото на службата си е флагмански кораб на Тихоокеанския флот на САЩ.По време на нападението на Япония над Пърл Харбър е потопен, обаче след това е изваден, ремонтиран и модернизиран, и отново въведен в строй. През 1947 г. е отписан от флота и разкомплектован за метал.